# Acalolepta variolaris
Acalolepta variolaris là một loài bọ cánh cứng trong họ Cerambycidae.